# デービス&デービス
デービス&デービス（Davis&Davis)はスコット・デービス(Scott Davis)とデニス・デービス(Denise Davis)夫妻でなる写真家チーム。米国カリフォルニア州ロサンゼルス在住。両者ともにCalifornia Institute of the Arts大学院にて美術修士号取得。
デービス&デービスの作品はブルックリン美術館、ユーリッヒ美術館、Jean Pigozziコレクション、チェイニーファミリーコレクション、カリフォルニア州立大学ロサンゼルス校、カリフォルニア州立理工大学ポモナ校、ジェネンテック社、サイプレスカレッジ、キンゼイリサーチ研究所をはじめとする数多くの個人コレクターのコレクションとなっている。
また作品はロサンゼルスタイムズ紙、サンフランシスコクロニクル紙、34 Magazine、ArtUS、Art Papers、7x7 Magazine、SF Weekly、SF Bay Guardian,、LA Weekly、Artweek等の各紙、雑誌で取り上げられた。

## 展示
- カリフォルニア州ロサンゼルス市L2KontemporaryにてDream Bigを展示。
- シンガポール、Collectors ContemporaryにおけるAnd the Dish Ran Away展
- 東京KYFAにおけるChidlish Things展
- ニューヨーク州、ニューヨークにあるChelsea Art MuseumのDangerous Beauty展
- イタリア、ナポリにあるPalazzo delle Arti Napoli
- ニューヨークAndrea Meislin GalleryのOh: You Beautiful Doll展
- ロサンゼルスRiverside Art Museum and TELIC in Chinatown
- カンザス州、ワチタニUlrich Museum of ArtではNot So Cute & Cuddly: Dolls and Stuffed Toys in Contemporary Art展

## 出版
- 『Childish Things』2004年、Santa Monica Press